# Yocojigua
Yocojigua o Yocojihua es una hacienda del municipio de Álamos ubicada en el sureste del estado mexicano de Sonora, cercana a los límites divisorios con los estados de Chihuahua y Sinaloa. La hacienda es la novena localidad más habitada del municipio ya que según los datos del Censo de Población y Vivienda realizado en 2020 por el Instituto Nacional de Estadística y Geografía (INEGI), Yocojigua tiene un total de 278 habitantes.
Se encuentra a 35.7 km de la villa de Álamos, cabecera del municipio, y a 391 km al sureste de Hermosillo, la capital estatal, Yocojigua está asentada sobre carretera estatal 188, en el tramo Masiaca–Álamos.

## Geografía
Yocojigua se ubica en el sureste del estado de Sonora, en la región sur del territorio del municipio de Álamos, sobre las coordenadas geográficas 26°47'39" de latitud norte y 109°01'25" de longitud oeste del meridiano de Greenwich, a una altura media de 239 metros sobre el nivel del mar.